# 4-Thiouridine
La 4-thiouridine (s4U) est un nucléoside dont la base nucléique est le 4-thiouracile, un dérivé soufré de l'uracile, l'ose étant le β-D-ribofuranose.